# Distretto di Baghlia
Il distretto di Baghlia è un distretto della provincia di Boumerdès, in Algeria, con capoluogo Baghlia.

## Comuni
Il distretto di Baghlia comprende 3 comuni:
- Baghlia
- Sidi Daoud
- Taourga

| Controllo di autorità | VIAF (EN) 200148570492824310610 |